# Halicoides discoveryi
Halicoides discoveryi is een vlokreeftensoort uit de familie van de Pardaliscidae. De wetenschappelijke naam van de soort is voor het eerst geldig gepubliceerd in 1976 door Thurston.